# پاسکال آکرمان
پاسکال آکرمان (انگلیسی: Pascal Ackermann؛ زادهٔ ۱۷ ژانویهٔ ۱۹۹۴ ‏(۳۱ سال)) دوچرخه‌سوار اهل آلمان است.
از باشگاه‌هایی که در آن بازی کرده‌است می‌توان به بورا–هانسگروهه اشاره کرد.